# Roemenië op de Olympische Winterspelen 1992
Tijdens de Olympische Winterspelen van 1992, die in Albertville (Frankrijk) werden gehouden, nam Roemenië voor de veertiende keer deel.

## Deelnemers en resultaten

### Alpineskiën
| Olympiër           | Discipline       | Resultaat | Prestatie                                                                                  |
| ------------------ | ---------------- | --------- | ------------------------------------------------------------------------------------------ |
| Emilian Focșeneanu | afdaling (m)     | 42e       | 2.08,81 (+18,44)                                                                           |
| Emilian Focșeneanu | super g (m)      | dnf       | opgave                                                                                     |
| Emilian Focșeneanu | reuzenslalom (m) | 48e       | 2.29,00 (+22,02) 1.15,48+1.13,52                                                           |
| Emilian Focșeneanu | slalom (m)       | dnf-1     | opgave run 1                                                                               |
| Emilian Focșeneanu | combinatie (m)   | 35e       | 249,41 p. (+234,83) afdaling: 152,6 p. (1.59,94) slalom: 96,81 p. (1.58,20: 58,16+1.00,04) |
| Aurel Foiciuc      | afdaling (m)     | 44e       | 2.09,94 (+19,57)                                                                           |
| Aurel Foiciuc      | super g (m)      | 68e       | 1.24,62 (+11,58)                                                                           |
| Aurel Foiciuc      | reuzenslalom (m) | 53e       | 2.30,82 (+23,84) 1.16,03+1.14,79                                                           |
| Aurel Foiciuc      | slalom (m)       | 41e       | 2.04,34 (+19,95) 1.02,57+1.01,77                                                           |
| Aurel Foiciuc      | combinatie (m)   | dq-s1     | diskwalificatie slalom run 1 afdaling: 1.57,91                                             |
|                    |                  |           |                                                                                            |
| Mihaela Fera       | afdaling (v)     | 28e       | 2.01,27 (+8,72)                                                                            |
| Mihaela Fera       | super g (v)      | 38e       | 1.31,78 (+10,56)                                                                           |
| Mihaela Fera       | reuzenslalom (v) | 28e       | 2.28,58 (+15,84) 1.13,91+1.14,67                                                           |
| Mihaela Fera       | slalom (v)       | 29e       | 1.44,85 (+12,17) 54,15+50,70                                                               |
| Mihaela Fera       | combinatie (v)   | dnf-s2    | opgave slalom run 2 afdaling: 1.31,74                                                      |

### Biatlon
| Olympiër                                                 | Discipline             | Resultaat | Prestatie                                                                                           |
| -------------------------------------------------------- | ---------------------- | --------- | --------------------------------------------------------------------------------------------------- |
| Nicolae Șerban                                           | 10 km (m)              | 81e       | 31.29,6 (+5.27,3) pen.: 4 (3 + 1)                                                                   |
| Nicolae Șerban                                           | 20 km (m)              | 71e       | 1:06.33,3 (+9.58,9) pen.: 5 (1 + 2 + 1 + 1)                                                         |
|                                                          |                        |           | |
| Mihaela Cârstoi                                          | 7,5 km (v)             | 55e       | 29.10,5 (+4.41,3) pen.: 3 (3 + 0)                                                                   |
| Mihaela Cârstoi                                          | 15 km (v)              | 51e       | 1:00.29,2 (+9.42,0) pen.: 8 (1 + 3 + 1 + 3)                                                         |
| Daniela Gârbacea                                         | 15 km (v)              | dnf       | opgave                                                                                              |
| Ileana Hangan-Ianoșiu                                    | 7,5 km (v)             | 48e       | 28.32,1 (+4.02,9) pen.: 5 (3 + 2)                                                                   |
| Monica Jauca                                             | 7,5 km (v)             | 63e       | 31.13,7 (+6.44,5) pen.: 5 (0 + 5)                                                                   |
| Monica Jauca                                             | 15 km (v)              | 48e       | 59.44,2 (+7.57,0) pen.: 5 (2 + 1 + 0 + 2)                                                           |
| Adina Șotropa                                            | 7,5 km (v)             | 38e       | 27.57,0 (+3.27,8) pen.: 3 (2 + 1)                                                                   |
| Adina Șotropa                                            | 15 km (v)              | 41e       | 58.58,6 (+7.11,4) pen.: 7 (4 + 2 + 1 + 0)                                                           |
| Team Adina Șotropa Mihaela Cârstoi Ileana Hangan-Ianoșiu | 3x7,5 km estafette (v) | 10e       | 1:23.39,6 (+7.44,0) pen.: 0 28.31,6 pen.: 0 (0 + 0) 27.24,4 pen.: 0 (0 + 0) 27.43,6 pen.: 0 (0 + 0) |

### Bobsleeën
| Olympiër                                                | Discipline                | Resultaat | Prestatie                                               |
| ------------------------------------------------------- | ------------------------- | --------- | ------------------------------------------------------- |
| Csaba Nagy Lakatos Laurențiu Budur                      | 2-mansbob (m) Roemenië I  | 18e       | 4.06,68 (+3,42) (1.01,34 / 1.01,58 / 1.02,06 / 1.01,70) |
| Paul Neagu Costel Petrariu                              | 2-mansbob (m) Roemenië II | 22e       | 4.07,84 (+4,58) (1.01,44 / 1.01,81 / 1.02,19 / 1.02,40) |
| Paul Neagu Laszlo Hodos Laurențiu Budur Costel Petrariu | 4-mansbob (m) Roemenië I  | 20e       | 3.57,44 (+3,54) (59,04 / 59,52 / 59,50 / 59,38)         |

### Kunstrijden
| Olympiër      | Discipline | Resultaat | Prestatie           |
| ------------- | ---------- | --------- | ------------------- |
| Marius Negrea | mannen     | 27e       | dnq (korte kür: 27) |

### Langlaufen
| Olympiër              | Discipline                    | Resultaat | Prestatie                             |
| --------------------- | ----------------------------- | --------- | ------------------------------------- |
| Viorel Șotropa        | 10 km klassiek (m)            | 72e       | 32.57,5 (+5.21,5)                     |
| Viorel Șotropa        | 30 km klassiek (m)            | 35e       | 1:30.10,5 (+7.42,7)                   |
| Viorel Șotropa        | 50 km vrije stijl (m)         | 36e       | 2:16.03,5 (+12.22,0)                  |
| Viorel Șotropa        | achtervolging 10 km+15 km (m) | 54e       | +7.54,5 (10 km:32.57 + 15 km:40.35,4) |
| Ileana Hangan-Ianoșiu | 30 km vrije stijl (v)         | 50e       | 1:38.06,7 (+15.36,6)                  |

### Rodelen
| Olympiër                 | Discipline | Resultaat | Prestatie                                             |
| ------------------------ | ---------- | --------- | ----------------------------------------------------- |
| Ioan Apostol             | mannen     | 26e       | 3.08,783 (+6,420) (46,728 / 46,913 / 47,516 / 47,626) |
| Corina Terecoasa         | vrouwen    | 22e       | 3.13,126 (+6,430) (48,386 / 48,315 / 48,358 / 48,067) |
| Ioan Apostol Liviu Cepoi | dubbel     | 4e        | 1.32,649 (+0,596) (46,315 / 46,334)                   |

### Schaatsen
| Olympiër            | Discipline | Resultaat | Prestatie        |
| ------------------- | ---------- | --------- | ---------------- |
| Zsolt Baló          | 500 m (m)  | 36e       | 39,70 (+2,56)    |
| Zsolt Baló          | 1000 m (m) | 36e       | 1.18,12 (+3,27)  |
| Zsolt Baló          | 1500 m (m) | 33e       | 2.01,33 (+6,52)  |
| Zsolt Baló          | 5000 m (m) | 33e       | 7.32,89 (+32,92) |
| Mihaela Dascălu     | 500 m (v)  | 21e       | 41,90 (+1,57)    |
| Mihaela Dascălu     | 1000 m (v) | 6e        | 1.22,85 (+0,95)  |
| Mihaela Dascălu     | 1500 m (v) | 17e       | 2.09,87 (+4,00)  |
| Mihaela Dascălu     | 3000 m (v) | 19e       | 4.38,39 (+18,49) |
| Mihaela Dascălu     | 5000 m (v) | 13e       | 7.54,03 (+22,46) |
| Cerasela Hordobețiu | 500 m (v)  | 30e       | 42,68 (+2,35)    |
| Cerasela Hordobețiu | 1000 m (v) | dnf       | opgave           |
| Cerasela Hordobețiu | 1500 m (v) | 28e       | 2.14,69 (+8,82)  |
| Cerasela Hordobețiu | 3000 m (v) | 18e       | 4.38,08 (+18,18) |
| Cerasela Hordobețiu | 5000 m (v) | 19e       | 8.07,16 (+35,59) |

### Schansspringen
| Olympiër      | Discipline                     | Resultaat | Prestatie                                        |
| ------------- | ------------------------------ | --------- | ------------------------------------------------ |
| Virgil Neagoe | normale schans individueel (m) | 57e       | 143,8 punten 72,6 p. (73,5 m) + 71,2 p. (72,0 m) |
| Virgil Neagoe | grote schans individueel (m)   | 58e       | 64,1 punten 29,4 p. (76,0 m) + 34,7 p. (78,0 m)  |

Algerije · Amerikaanse Maagdeneilanden · Andorra · Argentinië · Australië · België · Bermuda · Bolivia · Brazilië · Bulgarije · Canada · Chili · China · Chinees Taipei · Costa Rica · Cyprus · Denemarken · Duitsland · Estland · Filipijnen · Finland · Frankrijk · Gezamenlijk team · Griekenland · Groot-Brittannië · Honduras · Hongarije · Ierland · IJsland · India · Italië · Jamaica · Japan · Joegoslavië · Kroatië · Letland · Libanon · Liechtenstein · Litouwen · Luxemburg · Marokko · Mexico · Monaco · Mongolië · Nederland · Nederlandse Antillen · Nieuw-Zeeland · Noord-Korea · Noorwegen · Oostenrijk · Polen · Puerto Rico · Roemenië · San Marino · Senegal · Slovenië · Spanje · Swaziland · Tsjecho-Slowakije · Turkije · Verenigde Staten · Zuid-Korea · Zweden · Zwitserland